# Cantón de Navarrenx
El cantón de Navarrenx era una división administrativa francesa, situada en el departamento de los Pirineos Atlánticos y la región Aquitania.

## Composición
El cantón de Navarrenx incluía 23 comunas:
- Angous
- Araujuzon
- Araux
- Audaux
- Bastanès
- Bugnein
- Castetnau-Camblong
- Charre
- Dognen
- Gurs
- Jasses
- Lay-Lamidou
- Lichos
- Méritein
- Nabas
- Navarrenx
- Ogenne-Camptort
- Préchacq-Josbaig
- Préchacq-Navarrenx
- Rivehaute
- Sus
- Susmiou
- Viellenave-de-Navarrenx

## Supresión del cantón de Navarrenx
En aplicación del Decreto n.º 2014-248 de 25 de febrero de 2014 el cantón de Navarrenx fue suprimido el 22 de marzo de 2015 y sus veintitrés comunas pasaron a formar parte, veintiuna del nuevo cantón de Corazón de Bearne, una del nuevo cantón de Santa María de Olorón-1 y uno del nuevo cantón de Montaña Vasca.